# Kria
Kria (grekiska: chreia, bruk, nytta, användning) nyttjades i forntida skolspråk som teknisk term om sådana ställen hos de lästa författarna, som i egenskap av sentenser (apofthegmata) kunde vara till nytta och därför borde läggas på minnet. Sådana betydelsefulla textställen lämnades som övningsuppgift för skriftlig behandling, och ordet kria kom att beteckna dels ett för sådant ändamål givet ämne, dels även den författade uppsatsen, i vilken betydelse det sedan övergått först till latinet (chria) och sedan till de moderna språken.
För att ange krians pedagogiska syfte kallas den ibland för ”skolkria”. Med det förstås en stilistisk övningsuppsats efter det i forntidens grekiska och romerska retorikskolor brukliga schemat, som synes först ha fastställts av den på 100-talet e.Kr. levande retorikern Hermogenes, men fått sitt namn efter hans efterföljare Afthonios ("afthoniska krian", lat. chria aphthoniana).
Två slags kria förekommer, ”verbalkria” om ämnet är ett yttrande (sentens) av någon författare eller ”realkria” om det handlar om en betydelsefull handling av någon viss person, ur vilken en allmän levnadsregel kan härledas. Dess schema innefattar följande huvudavdelningar:
1. laudatio, ett berömmande omnämnande av den författare eller den handlande person, från vilket ämnet är hämtat;
2. propositio (paraphrasis), utveckling av ämnets betydelse;
3. œtiologia, direkt bevisföring;
4. contrarium, indirekt bevis genom uppvisande av motsatsen och dess konsekvenser;
5. simile, uppvisande av liknande fall (analogier) från andra områden;
6. exemplum, belysning genom exempel ur verkligheten;
7. testimonium, ansedda författares vittnesbörd;
8. epilogus eller conclusio, avslutning och tillämpning.[1]